# Senteluk
Senteluk is een bestuurslaag in het regentschap West-Lombok van de provincie West-Nusa Tenggara, Indonesië. Senteluk telt 4544 inwoners (volkstelling 2010).